# Petroúpolis
Petroúpolis är en kommunhuvudort i Grekland.   Den ligger i prefekturen Nomarchía Athínas och regionen Attika, i den sydöstra delen av landet, 7 km norr om huvudstaden Aten. Petroúpolis ligger 144 meter över havet och antalet invånare är 58 979.
Terrängen runt Petroúpolis är kuperad västerut, men österut är den platt. Terrängen runt Petroúpolis sluttar söderut. Runt Petroúpolis är det mycket tätbefolkat, med 6 472 invånare per kvadratkilometer. Närmaste större samhälle är Aten, 7,4 km söder om Petroúpolis. Runt Petroúpolis är det i huvudsak tätbebyggt.